# Paperman
Paperman es un cortometraje animado de 2012 producido por Walt Disney Animation Studios y dirigido por John Kahrs. Ganó un premio Annie y un premio Óscar en la categoría de mejor cortometraje animado.

## Trama
Ambientado en Nueva York en los años 1940, el cortometraje muestra a un hombre joven esperando el tren en una estación. Mientras espera, se le pega una hoja de papel que pasó volando. La hoja pertenece a una señorita que accidentalmente soltó el documento cuando pasó una ráfaga de viento. Tras recuperar la hoja, uno de los documentos del hombre se escapa por culpa del viento y cae en la cara de la mujer. Ambos se ríen al notar que la hoja se manchó con el lápiz labial de ella dejando impresos sus labios. Cuando el hombre intenta hablar con ella, la mujer ya se ha subido a un tren y se aleja de la estación.
El hombre llega a su trabajo preocupado por no volver a ver a la mujer que conoció. Al mirar por su ventana nota que la mujer está en una oficina del edificio de enfrente, por lo que intenta llamar su atención haciendo señas, pero sin éxito. Entonces toma los contratos que están sobre su escritorio y hace unos aviones de papel que lanza por la ventana, tratando de que lleguen a la oficina donde está la mujer. Sin embargo, ninguno de sus intentos funciona. Al no tener más hojas, el hombre utiliza la que está manchada con el lápiz labial, pero tampoco logra llamar su atención. Cuando la mujer se va de la oficina, el hombre sale a la calle para intentar encontrarla, pero la pierde de vista y frustrado se dirige a su casa.
Mientras tanto, el avión de papel que tiene la mancha de lápiz labial aterriza en un callejón cercano, en el cual aterrizaron otros aviones que el hombre lanzó. Entonces el avión con lápiz labial comienza a moverse por sí solo y los demás aviones lo siguen, volando a través de las calles de la ciudad. Los aviones alcanzan al hombre y se pegan a su cuerpo, obligándolo a dirigirse a la estación de trenes donde aborda un tren. El avión con lápiz labial, por su parte, llega hacia donde está la mujer y la guía hasta la estación de trenes, abordando otro vagón. Los dos finalmente se reúnen en una estación y en los créditos se muestra cómo conversan en un restaurante.

## Producción
El director John Kahrs tuvo la idea para el cortometraje a comienzos de los años 1990, mientras trabajaba en Nueva York como animador en Blue Sky Studios. Según sus palabras:

"Iba camino al trabajo a través de la Grand Central Station, esperando que mi vida, por alguna razón, fuese mejor de lo que era [...] Tenía algo que ver con conexiones casuales que a veces se hace con la gente. Completos extraños [...] De vez en cuando uno hace contacto visual, luego lo pierde, y uno a menudo se pregunta quiénes eran esas personas. La historia de Paperman gira en torno a un tipo que hace una conexión con esta chica en su largo viaje al trabajo. Luego la pierde de vista. La historia es realmente acerca de lo que pasa cuando intenta recuperarla y volver a hacer esa conexión. ¿Cómo recompensaría el destino a alguien que intenta con todas sus fuerzas que esto suceda?".

Dado que entre el estreno de la película Enredados y el comienzo de la producción de Wreck-It Ralph hubo un periodo de inactividad, Walt Disney Animation Studios pensó en la manera de mantener ocupados a sus artistas. Una de las ideas era experimentar con la tecnología que tenían a mano, por lo que Kahrs propuso crear una historia que mezclase animación tradicional y animación por computadora, lo que fue aceptado por la administración del estudio. La producción de Paperman duró cerca de 14 meses. El equipo que trabajó en el cortometraje estaba compuesto por un grupo reducido de personas, de entre 11 a 12 miembros, incluyendo a Jeff Turley y Patrick Osborne, quienes participaron como director de arte y supervisor de la animación, respectivamente. La producción de Paperman estuvo a cargo de Kristina Reed y John Lasseter.
Paperman combina elementos de la animación tradicional y la animación por computadora. Brian Whited, un programador del estudio, creó un software llamado Meander, que permite mezclar ambas técnicas. El proceso consiste en crear modelos tridimensionales de los personajes y objetos, los cuales sirven como guías para realizar los posteriores movimientos. Luego de esto, los animadores dibujan sobre los modelos tridimensionales, logrando la apariencia de la animación tradicional.

## Estreno
El cortometraje fue estrenado el 4 de junio de 2012 en el Festival Internacional de Cine de Animación de Annecy. Su estreno en cines estadounidenses fue el 2 de noviembre del mismo año, siendo incluido al comienzo de la película Wreck-It Ralph. A finales de enero de 2013 Paperman fue subido a Youtube, al canal oficial del estudio Disney. Sin embargo, el cortometraje fue retirado del sitio web en febrero, la misma semana de la ceremonia de los premios Óscar. La medida fue adoptada tras las presiones de la compañía distribuidora Shorts International, ya que según ella tener a los cortometrajes en línea podría constituir un "daño significante, si no irreparable" para su estreno en los cines.

## Recepción
Leonard Maltin catalogó a Paperman como "la perfección misma", sosteniendo que "muestra lo que la gente talentosa puede hacer con una buena idea". Peter Debruge de la revista Variety destacó la música de Christophe Beck, agregando que "es la guinda que corona esta ración de perfección animada". Para Mike Scott del periódico The Times-Picayune, el filme se encuentra "entre los cortometrajes más bellos que han salido de Walt Disney Animation Studios en el último tiempo". Según Betsy Sharkey de Los Angeles Times, el director "creó una carta de amor al género romántico - una bella pieza en blanco y negro que te dejará sin habla".
Por el contrario, Kimberley Jones de The Austin Chronicle escribió: "No voy a negar que fue realizado por manos expertas, pero la satisfacción que produce proviene exclusivamente de caer en lugares comunes".

## Premios
| Año  | Premio        | Categoría                  | Receptor(es) | Resultado |
| ---- | ------------- | -------------------------- | ------------ | --------- |
| 2013 | Premios Óscar | Mejor cortometraje animado |              | Ganador   |
| 2013 | Premios Annie | Mejor cortometraje animado |              | Ganador   |